# Självkostnadskalkyl
Självkostnadskalkyl är en metod som företag och organisationer använder för att fördela sina totala kostnader på olika kostnadsbärare, det vill säga produkter och/eller tjänster som företaget säljer. Metoden kan bland annat användas för att bestämma priset på en vara, eller som hjälp för att göra en budget.
Grunden i en självkostnadskalkyl är att företaget ska fördela alla kostnader företaget har jämnt över produkter. Detta till skillnad mot ABC-kalkylering där produkter bara ska belastas med de resurser som den utnyttjar.

## Översikt
En produkts självkostnad består av direkta och indirekta kostnader. En direkt kostnad är oftast en rörlig kostnad som är direkt förknippad med produkten, medan den indirekta kostnaden måste fördelas på kostnadsbärarna genom någon fördelningsnyckel. Fördelningen är olika från företag till företag.
Oftast räknas indirekta kostnader som procentsatser av direkta kostnader. Som exempel så brukar materialomkostnader såsom förrådsbyggnad, förrådspersonal och räntor på material räknas som procent på värdet av det direkta materialet. Detta medför att i företag där de indirekta kostnaderna är väldigt mycket högre än de direkta blir procenten orealistiska och självkostnadskalkylen ifrågasätts. Procentpåläggen gör också att små felberäkningar i de direkta kostnaderna kan ge stora fel i beräkning av de indirekta kostnaderna.
Självkostnadskalkylering är effektiv som instrument när företaget har liknande produkter med större direkta än indirekta kostnader.